# Gymnasium Kleine Burg
Das Gymnasium Kleine Burg ist ein Gymnasium in Braunschweig.

## Geschichte

### Pott’sche Höhere Töchterschule

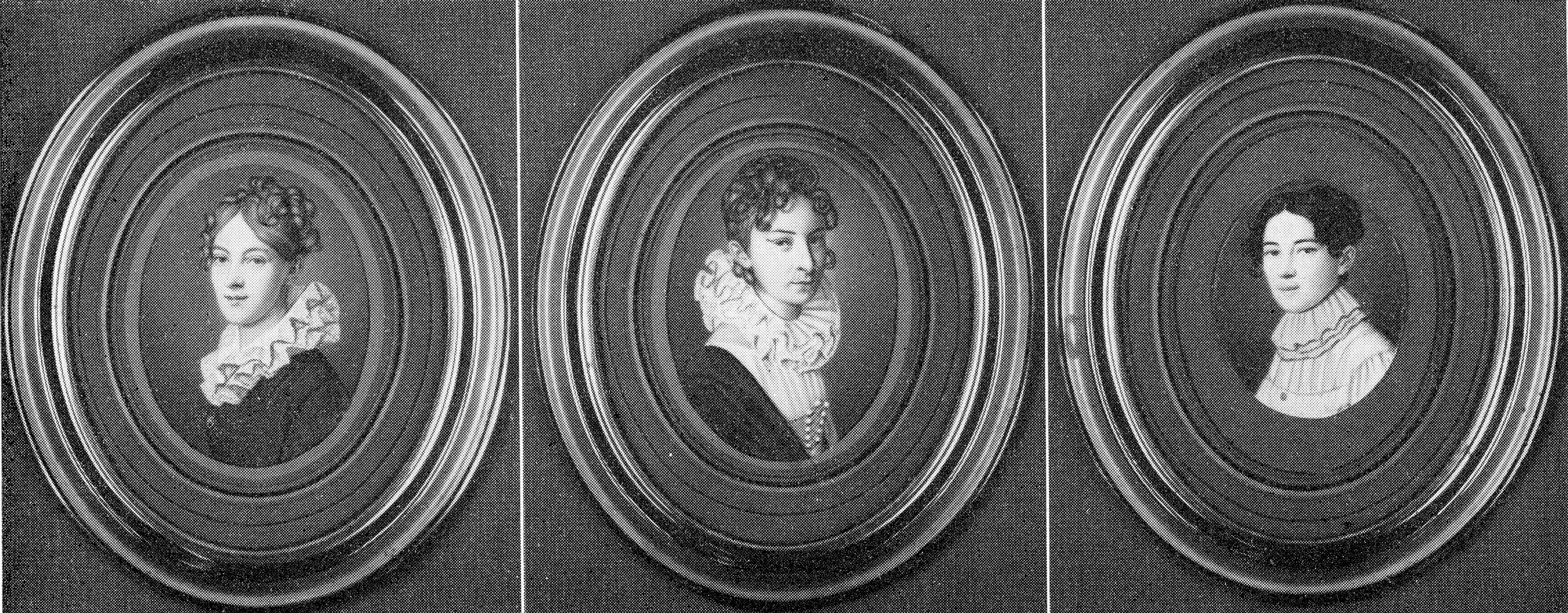
Die Gründerinnen der Schule: Die Schwestern (v. l. n. r.):
Caroline, Albertine und Louise Pott.

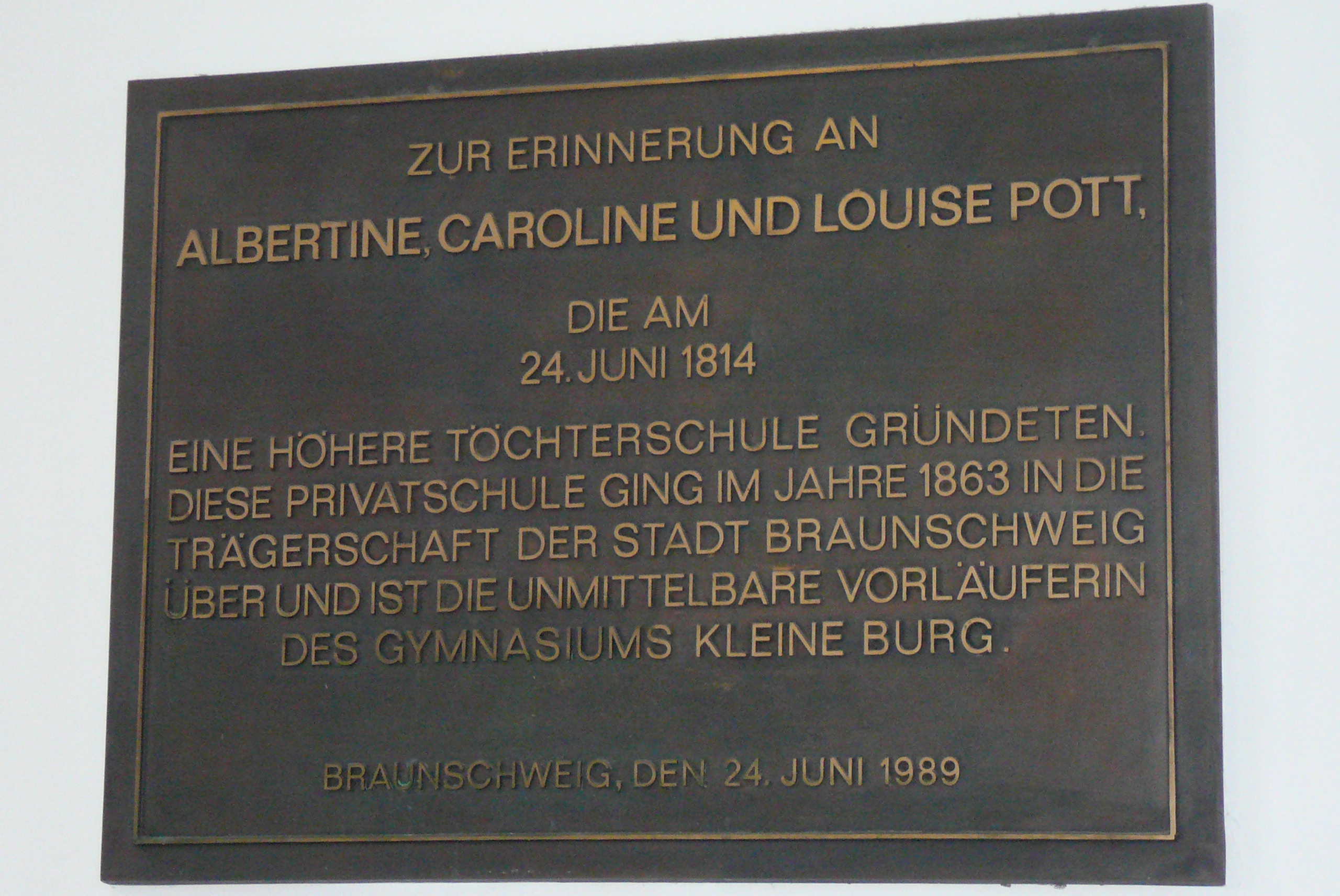
Gedenktafel zum 175. Gründungsjubiläum 1989.

Die Geschichte der Kleinen Burg beginnt am 24. Juni 1814 mit der Gründung einer privaten höheren Töchterschule durch die drei unverheirateten Schwestern Johanne Dorothee Albertine (1783 – 6. März 1837), Henriette Louise (5. November 1778 – 17. Juli 1833) und Auguste Wilhelmine Caroline Pott (7. November 1785 – 16. Januar 1854), die am 1. August 1815 offiziell eröffnet wurde. Bereits zuvor hatten die drei Schwestern eine private Bildungsanstalt für Mädchen aus der Oberschicht geleitet. 1836 zählte die „Pottsche höhere Privat-Töchterschule“ 100 Schülerinnen und 19 Lehrer. Nach dem Tod der Schwestern und ihrer Nachfolgerin übernahm 1863 die Stadt Braunschweig die Privatschule. Schulstandort war zunächst An der Catharinenkirche 4, bis 1867 in der Kleinen Burg 6 das erste noch heute genutzte Schulgebäude von Carl Tappe erbaut wurde.
Ab 1880 befanden sich in den nunmehr zwei Schulgebäuden die drei Schulen höhere Töchterschule, städtische Mädchenschule und das Lehrerinnenseminar. Im selben Jahr wurde die höhere Mädchenschule als höhere Schule anerkannt, womit die dortige Ausbildung gleichberechtigt mit der gymnasialen Jungenausbildung wurde. Einen gleichwertigen Abschluss gab es jedoch erst allmählich mit der Einführung der eingeschränkten Hochschulreife 1913 und der allgemeinen Hochschulreife 1917.
1957 ging aus dem Gymnasium Kleine Burg durch Teilung die Ina-Seidel-Schule hervor, die jedoch 1990 wieder geschlossen wurde.
Zwischen 1949 und 2002 befand sich das Abendgymnasium Braunschweig ebenfalls an der Kleinen Burg, bis 1968 sogar in Personalunion. 1975 wurde an der Kleinen Burg die Koedukation eingeführt. Durch die Schulstrukturreform in Niedersachsen wurde 2004 in der Echternstraße 1 ein zweiter Schulstandort für die 5. und 6. Klassen eingerichtet, welcher aber 2011 wieder aufgegeben wurde. 2008 wurde der Schulstandort Leopoldstraße 20 vom Lessinggymnasium übernommen und für den Oberstufenunterricht von Realschulabsolventen eingerichtet.

## Persönlichkeiten

### Lehrer
- Otto Hohnstein (1842–1909), Historiker und Schriftsteller[3]
- Anna Klie (1858–1913), Lehrerin für Zeichnen und Handarbeit, war dort selbst Schülerin
- Wilhelm Volkmar (1813–1890), Pädagoge, Abgeordneter der Braunschweigischen Landesversammlung, Lehrer von 1840 bis 1842

### Schüler
- Axel Bosse (* 1980), Musiker[4]
- Nora Fingscheidt (* 1983), Regisseurin
- Nellie H. Friedrichs, geb. Bruell (1908–1994), Pädagogin jüdischen Glaubens, Nichte von Dora Herxheimer[5]
- Gerda Gmelin (1919–2003), Schauspielerin[6]
- Margarete Herdieckerhoff (1929–2001), Schauspielerin[6]
- Dora Herxheimer (1884–1963), bildende Künstlerin jüdischen Glaubens, Tante von Nellie H. Bruell[7]
- Robin Knoche (* 1992), Fußballspieler
- Anna Klie (1858–1913), Schriftstellerin, später dort auch Lehrerin
- Carsten Müller (* 1970), Politiker
- Agnes Pockels (1862–1935), Physikochemikerin
- Stephan Porombka (* 1967), Professor für Texttheorie und Textgestaltung
- Fabian Römer (* 1990), Rapper
- Ina Seidel (1885–1974), Schriftstellerin[8]
- Edda Seippel (1919–1993), Schauspielerin[9]
- Harald Stein (* 1966), Basketballspieler und -trainer
- Lette Valeska, geboren als Hella-Hilde Heinemann[10] (1885–1985), deutsch-amerikanische Fotografin, Malerin und Bildhauerin jüdischen Glaubens[11]
- Kathrin Weiher (* 1962), parteilose deutsche Kommunalpolitikerin.